# 5936 Khadzhinov
Az 5936 Khadzhinov (ideiglenes jelöléssel 1979 FQ2) a Naprendszer kisbolygóövében található aszteroida. Nyikolaj Sztyepanovics Csernih fedezte fel 1979. március 29-én.